# Dips
 (mai 2017).
Si vous disposez d'ouvrages ou d'articles de référence ou si vous connaissez des sites web de qualité traitant du thème abordé ici, merci de compléter l'article en donnant les références utiles à sa vérifiabilité et en les liant à la section « Notes et références ».

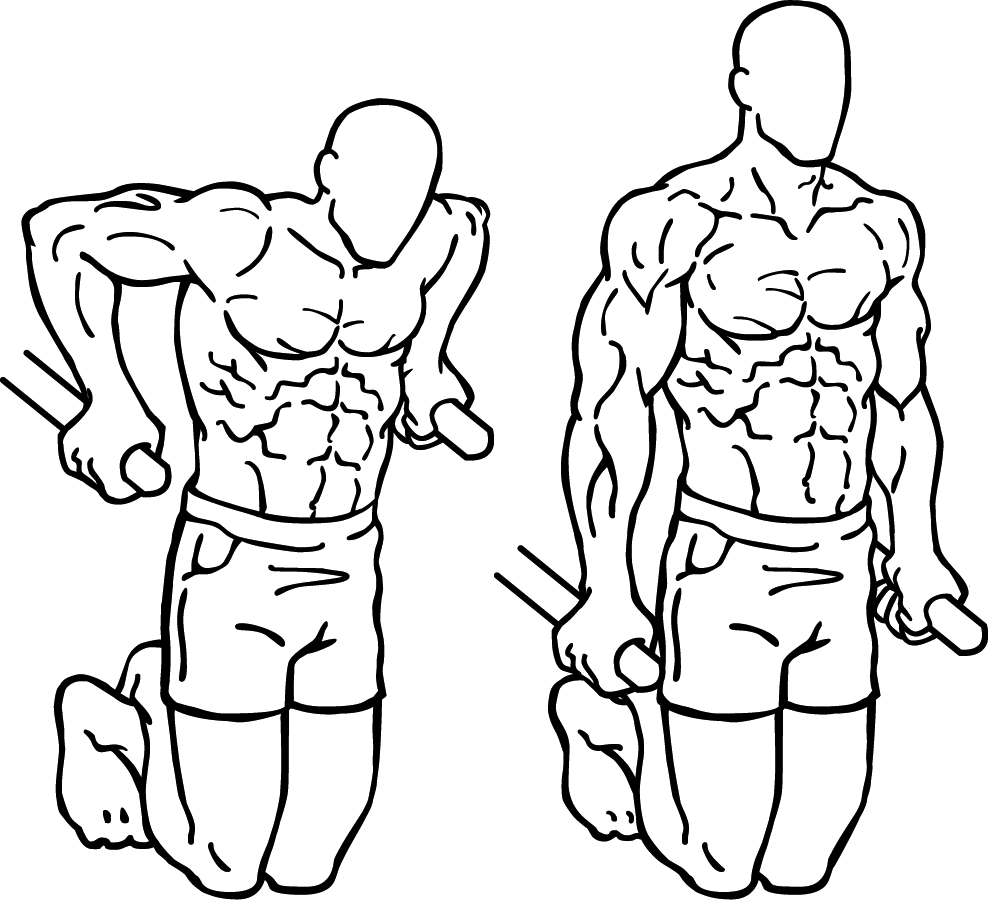
Exécution de dips sur barres parallèles.

Les doubles barres, aussi connues sous le terme anglais dips, sont un exercice polyarticulaire de musculation destiné à développer principalement la force et le volume des triceps, des pectoraux et des épaules (deltoïde antérieur). Cet exercice fait également intervenir dans une moindre mesure les dorsaux, les trapèzes, les deltoïdes latéraux et postérieurs et les abdominaux.

## Pratique
On peut exécuter les doubles barres de deux manières.

### Dips aux barres parallèles, une main par barre
L'exécutant se place entre deux barres parallèles, pose ses mains et se hisse en tendant les bras. Maintenant les jambes croisées afin d'éviter un mouvement de balancier, il plie les bras tout en gardant les avant-bras perpendiculaires à la barre et au sol. Puis il se hisse à nouveau, tout en gardant les avant-bras immobiles. Si l'athlète penche légèrement le buste en avant lors de l'exécution, c'est le faisceau inférieur du muscle grand pectoral qui est sollicité.

### Dips aux barres parallèles, pieds sur la barre
L'exécutant saisit l'une des barres, les mains en pronation et la barre placée derrière lui. Il place ensuite ses pieds sur la barre parallèle, de façon à avoir le buste dans le vide. Puis il descend lentement le corps vers le bas, sans toucher le sol. À la force des triceps, il remonte son corps en position initiale. Ce type d'exécution sollicite presque exclusivement les triceps.